# Alex Chandre de Oliveira
Alex Chandre de Oliveira (Curitiba, 21 december 1977 – aldaar, 14 juni 2014), ook wel Tico genoemd, was een Braziliaans voetballer.
Hij overleed op 36-jarige leeftijd aan een hartstilstand.